# Тихоокеанская лига
Тихоокеанская лига (ТЛ) (яп. パシフィック・リーグ Pashifikku Rīgu) или Па Лига (яп. パ・リーグ Pa Rīgu), известная под спонсорским названием как Persol Pacific League (яп. パーソル パシフィック・リーグ) — одна из двух лиг, составляющих Японский профессиональный бейсбол. В конце каждого сезона три лучшие команды играют в плей-офф, где они определяют победителя Тихоокеанской лиги. Эта команда получает право сыграть в Японской серии против победителя Центральной лиги (ЦЛ).

## История

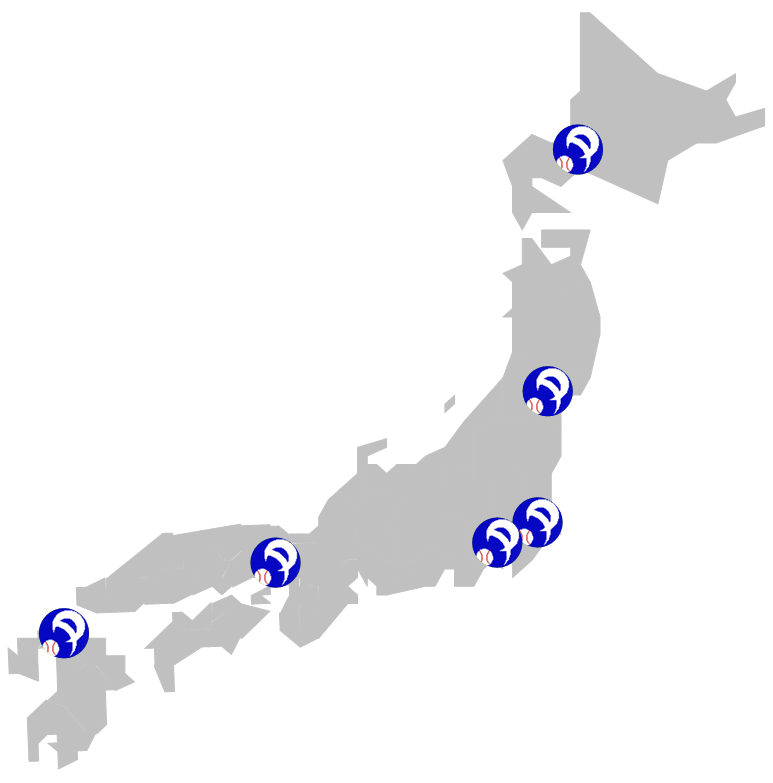
Расположение всех команд Тихоокеанской лиги

Ассоциация была основана как Бейсбольный союз Тайхэйё (яп. 太平洋野球連盟 Taiheiyo Yakyu Renmei) в 1949 году (название было изменено на существующее в 1980 году). Владелец «Тайэй Старз» Масаити Нагата стал первым президентом ассоциации. Лигу основали семь команд: четыре участника бывшего главного бейсбольного турнира, Японской бейсбольной лиги — «Ханкю Брэйвз», «Нанкай Хокс», «Тайэй Старз» и «Токю Флайерс» — и три новые команды — «Кинтэцу Перлс», «Майнити Орионс» и «Ниситэцу Клипперс». Первыми победителями лиги стали «Орионс».
В 1954 году, чтобы увеличить количество команд до восьми, была основана команда «Такахаси Юнионс». Хотя в команде были игроки из других команд Тихоокеанской лиги, «Тахакаси» с самого начала боролась с трудностями и каждый сезон заканчивали во второй половине таблицы. В 1957 году она была объединена с «Тайэй Старз», чтобы сформировать «Тайэй Юнионис». В своём первом сезоне «Юнионс» финишировали на последнем месте, отстав от первого места на 43,5 игры. В следующем году команда объединилась с «Майнити Орионс» и образовала «Таймай Орионс». Это позволило Тихоокеанской лиге сократиться до шести команд, сравнявшись по их количеству с Центральной лигой.
В 1959 году Фудзио Накадзава, бывший игрок и телекомментатор, стал первым полноправным президентом ТЛ и проработал до 1965 года. С 1973 по 1982 год сезоны Тихоокеанской лиги проводились в два этапа: победитель первой половины чемпионата играл против победителя второй в мини-плей-офф, чтобы определить чемпиона.
Начиная с 1975 года Па Лига ввела правило назначенного отбивающего (DH), как и Американская лига Главной лиги бейсбола. Назначенный отбивающий (хиттер) — один из игроков команды, не играющий в поле, но используемый для выхода на биту (обычно вместо питчера). Во время межлиговых игр, введённых в 2005 году, DH применяется в домашних играх команд Па Лиги.
После сезона 2004 «Орикс Блювейв» и «Осака Кинтэцу Баффалос» объединились и образовали «Орикс Баффалос». С целью сохранить баланс команд, лига предоставила городу Сендай и компании электронной коммерции Rakuten право на франшизу, в результате чего была основана команда «Тохоку Ракутэн Голден Иглз».
Также с 2004 года в Тихоокеанской лиге была введена система плей-офф с участием трёх команд — Чемпионская серия Тихоокеанской лиги. Команды со вторым и третьим лучшими показателями играют на первом этапе из трёх игр. Победитель пары выходит в финал против лучшей команды регулярного сезона, с которой играет до четырёх побед. Победитель становится чемпионом Тихоокеанской лиги и выходит в Японскую серию. Поскольку представители Па Лиги выигрывали каждую серию после введения этой системы, идентичная была введена в Центральной лиге в 2007 году, и обе внутрилиговые серии плей-офф были переименованы в Кульминационные.

## Текущий состав
| Логотип | Команда                     | Японское название                                           | Основана        | Расположена               | Стадион                    | Владелец    |
| ------- | --------------------------- | ----------------------------------------------------------- | --------------- | ------------------------- | -------------------------- | ----------- |
|         | Тиба Лотте Маринерс         | 千葉ロッテマリーンズ Chiba Rotte Marīnzu                    | 26 ноября 1949  | Михама-ку, Тиба, Тиба     | Зозо Марин Стэдиум         | Lotte       |
|         | Фукуока Софтбэнк Хокс       | 福岡ソフトバンクホークス Fukuoka Sofutobanku Hōkusu         | 22 февраля 1938 | Тюо-ку, Фукуока, Фукуока  | Мизухо ПэйПэй Доум Фукуока | SoftBank    |
|         | Хоккайдо Ниппон-Хэм Файтерс | 北海道日本ハムファイターズ Hokkaidō Nippon-Hamu Faitāzu     | 6 ноября 1945   | Китахиросима, Хоккайдо    | Эс Кон Филд Хоккайдо       | Nippon Ham  |
|         | Орикс Баффалос              | オリックス・バファローズ Orikkusu Bafarōzu                  | 23 января 1936  | Ниси-ку, Осака, Осака     | Киосера Доум Осака         | ORIX        |
|         | Сайтама Сэйбу Лайонс        | 埼玉西武ライオンズ Saitama Seibu Raionzu                    | 26 ноября 1949  | Токородзава, Сайтама      | Беллуна Доум               | Seibu Group |
|         | Тохоку Ракутэн Голден Иглз  | 東北楽天ゴールデンイーグルス Tōhoku Rakuten Gōruden Īgurusu | 2 ноября 2004   | Миягино-ку, Сендай, Мияги | Ракутэн Мобайл Парк Мияги  | Rakuten     |